# Winter in America
Winter in America è un album dell'artista statunitense Gil Scott-Heron e del tastierista Brian Jackson, pubblicato nel 1974.
| Recensione               | Giudizio |
| ------------------------ | -------- |
| AllMusic                 | [ 1 ]    |
| Christgau's Record Guide | C+       |
| Down Beat                | [ 3 ]    |
| Pitchfork                | [ 4 ]    |
| Uncut                    | [ 5 ]    |

## Tracce
Lato 1
Testi di Gil Scott-Heron, Brian Jackson.
1. Peace Go with You, Brother (As-Salaam-Alaikum) – 5:27
2. Rivers of My Fathers – 8:19
3. A Very Precious Time – 5:17
4. Back Home – 2:51

Lato 2
Testi di Gil Scott-Heron, Brian Jackson (traccia 9).
1. The Bottle – 5:14
2. Song for Bobby Smith – 4:38
3. Your Daddy Loves You – 3:25
4. H2Ogate Blues – 8:08
5. Peace Go with You Bother (Wa-Alaikum-Salaam) – 1:10